# 187636 Chungyuan
187636 Chungyuan è un asteroide della fascia principale. Scoperto nel 2007, presenta un'orbita caratterizzata da un semiasse maggiore pari a 3,0587345 au e da un'eccentricità di 0,1017701, inclinata di 5,78826° rispetto all'eclittica.